# Richard le Maréchal
 (août 2023).
Richard le Maréchal (en 1191 ou entre 1190 et 1195 – 16 avril 1234), 3e comte de Pembroke, lord de Leinster, seigneur de Longueville et Orbec, est un important baron hiberno-normand.

## Biographie

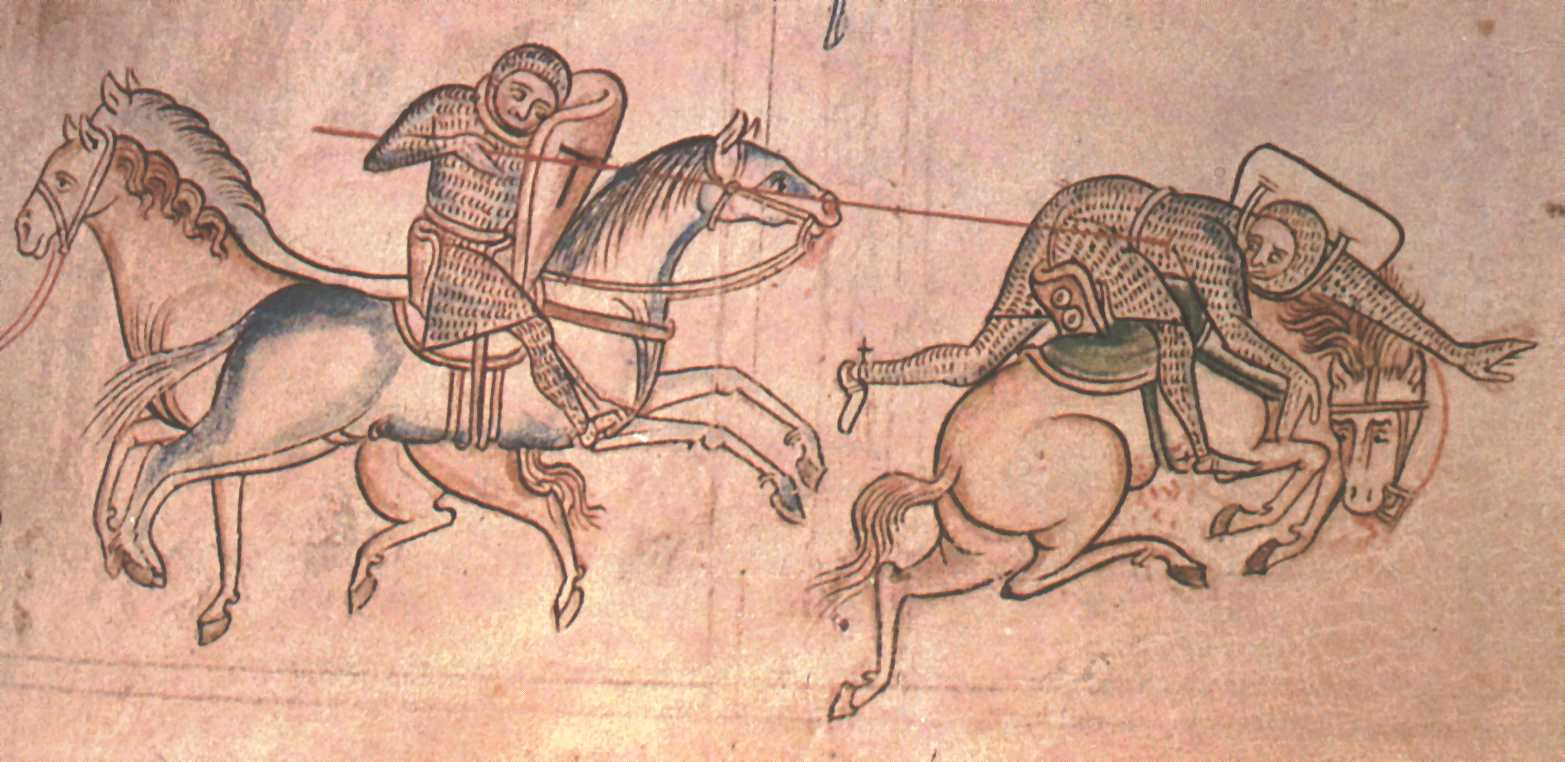
Richard le Maréchal désarçonnant Baudouin III de Guînes lors d'un tournoi (Historia Major of Matthew Paris, Cambridge, Corpus Christi College Library,, p. 85).

Il est le fils de Guillaume le Maréchal (mort en 1219), comte de Pembroke, et d'Isabelle de Clare (morte en 1220), fille et héritière de Richard de Clare dit Strongbow.
Après la mort de leur mère Isabelle en 1220, son frère Guillaume lui cède les terres familiales normandes. Richard doit payer une forte somme au roi de France et entre en possession des honneurs de Longueville et Orbec. Il possède aussi la seigneurie anglaise de Long Crendon (Buckinghamshire), qui appartenait à sa mère. Vers 1222, il épouse Gervaise (morte vers 1239), fille et héritière d'Alain de Dinan, un important baron breton.
En 1226, après la mort de Louis VIII de France, il fait partie des dix seigneurs normands convoqués par le conseil de régence pour aider le jeune Louis IX à accéder au trône et à se faire couronner. En mai 1230, le roi Henri III d'Angleterre débarque en Bretagne et occupe son château de Dinan. Richard s'attire ses foudres quand il refuse de renoncer au serment d'allégeance qu'il a fait au roi français.
Son frère aîné Guillaume le jeune, 2e comte de Pembroke, meurt le 6 avril 1231. Le roi Henri III commence par l'empêcher d'accéder à son héritage, puis finalement, le reconnaît comme héritier légitime et le laisse entrer en possession du titre de comte de Pembroke et des nombreuses terres familiales en Angleterre, pays de Galles et Irlande. Il obtient en sauf-conduit pour se rendre à la cour royale en juin, et le roi l'investit des titres de comte de Pembroke et seigneur de Leinster en août suivant.
Il arrive à faire peu à peu disparaître la méfiance qu'Henri III a envers lui. En novembre 1232, il est l'un des quatre comtes qui se voient confier la garde du justicier disgrâcié Hubert de Burgh, au château de Devizes. Toutefois cette harmonie entre les deux hommes ne dure pas très longtemps. En effet, Richard est astreint à payer un douaire très important à la veuve de son frère aîné Guillaume, Aliénor, la propre sœur du roi. La somme due annuellement est si élevée qu'elle handicape sérieusement ses finances. En juin 1233, il est incapable de payer. De plus, entre-temps, l'entourage du roi a changé, et il est désormais sous l'influence des Poitevins Pierre des Roches, l'évêque de Winchester, et Pierre de Rivaux.
Richard le Maréchal apparaît au-devant de la scène comme chef du parti des barons et dirige la coalition opposée aux favoris étrangers du roi Henri III d'Angleterre, en particulier Pierre de Rivaux. Craignant leur trahison, il refuse de se rendre auprès du roi Henri III à Gloucester en août 1233, et le roi Henri le déclare traître.[réf. nécessaire]
Les hostilités reprennent, et Richard signe une alliance avec le gallois Llywelyn le Grand. Il passe du Pays de Galles en Irlande, où Pierre des Roches a incité ses ennemis à l'attaquer. En avril 1234, il est très gravement blessé dans une bataille où il est en net désavantage numérique, et est fait prisonnier. Il est emmené sur un brancard dans son château de Kelkenny, où il meurt des suites de ses blessures le 16 avril.
À son décès, son frère Gilbert lui succède.